# Bataille d'Unsan
Guerre de Corée
Batailles
Offensive nord-coréenne :

(juin 1950 - septembre 1950)
- Pokpung
- Chuncheon
- Séoul (1re)
- Busan (navale)
- Chumunjin
- Osan
- Pyeongtaek
- Cheonan
- Chochiwon
- Daejeon
- Sangju
- Yongdong
- Hwanggan
- Notch
- Périmètre de Busan

Contre-offensive de l'ONU :

(septembre 1950 - octobre 1950)
- Incheon
- Bombardement de Pyongyang
- Pyongyang

Intervention chinoise :

(octobre 1950 - avril 1951)
- Onjong
- Unsan
- Chongchon (Wawon)
- Réservoir de Chosin
- Évacuation de Hŭngnam
- Séoul (3e)
- Twin-Tunnels
- Jipyeong-ri
- Imjin
- Kapyong

Impasse :

(août 1951 - juillet 1953)
- Crèvecœur
- Fleuve Han
- Opération Commando
- Maryang San
- Suncheon
- Barrage de Sui-Ho
- Triangle Hill
- le Crochet
- Fleuve Samichon
- Armistice de Panmunjeom

Post armistice :
- Raid sur la Maison Bleue
- Attaque de l'EC-121
- Incident du peuplier
- Infiltration de Gangneung
- Guerre du crabe

La bataille d'Unsan (en hangeul : 운산군 전투), également connue sous le nom de bataille de Yunshan (en mandarin : 云山战斗; pinyin: Yún Shān Zhàn Dòu) était une série d'engagements pendant la guerre de Corée, qui eurent lieu du 25 octobre 1950 au 4 novembre 1950 autour du bourg de Kuup-ri, qui était à l'époque le chef lieu de l'arrondissement d'Unsan dans la province du Pyongan du Nord en Corée du Nord.
Dans le cadre de l'intervention chinoise, l'Armée populaire de libération attaque la 1re division de la république de Corée le 25 octobre, dans une tentative de prendre les forces de l'ONU par surprise. Le 39e corps chinois mène également un assaut contre les positions non préparées du 8e régiment de cavalerie des États-Unis.

## Contexte historique

### L'offensive nord-coréenne
Dans les heures précédant l'aube du 25 juin 1950, sous la protection d'un formidable barrage d'artillerie, 135 000 Nord-Coréens franchirent la frontière entre les deux Corées. Le gouvernement nord-coréen annonça que des troupes commandées par le « traître et bandit » Syngman Rhee avaient traversé le 38e parallèle, et que par conséquent le Nord avait été obligé de riposter « à une grave provocation des fantoches de Washington », selon L'Humanité du lendemain.
L'attaque nordiste fut dévastatrice. Au moins les deux tiers de la petite armée sud-coréenne (à peine 38 000 hommes répartis sur 4 divisions d'infanterie) étaient alors en permission, laissant le pays largement désarmé. Les Nord-Coréens attaquèrent en plusieurs endroits stratégiques, parmi lesquels Kaesong, Chunchon, Uijongbu, et Ongjin. En quelques jours, les forces sudistes, surclassées en nombre et en puissance de feu, furent mises en déroute et durent battre en retraite. Tandis que l'attaque au sol progressait, l'armée de l'air nordiste bombarda l'aéroport de Gimpo à Séoul où se trouvaient les 22 avions de liaison et d'entraînement de l'aviation du sud. Séoul fut prise dans l'après-midi du 28 juin et Osan, Pyongtaek, Cheonan et Daejeon défendus par les Américains tombent début juillet. L'établissement du périmètre de Busan permet de stopper l'offensive nord-coréenne.

### La contre-attaque des forces de l'ONU
En septembre 1950, les forces de l'ONU contre-attaquent et parviennent à reprendre Incheon et Séoul. Celles-ci parviennent à refluer les troupes de l'Armée populaire de Corée jusqu'au réservoir de Chosin, une position montagneuse située dans la province de Hamgyong du Sud en CDN. La guerre (de mouvement du moins) paraissait alors terminée). Dès lors, voyant là un tournant du conflit, la Chine rejoint alors la guerre de Corée du côté de la Corée du Nord.

## Source de la traduction
- (en) Cet article est partiellement ou en totalité issu de l’article de Wikipédia en anglais intitulé « Battle of Unsan » (voir la liste des auteurs).